# Полосатая головастая акула
Полосатая головастая акула (Cephaloscyllium fasciatum) — один из видов рода головастых акул, семейство кошачьих акул (Scyliorhinidae). Впервые описан в журнале «Journal of Zoology (London)».

## Ареал и среда обитания
Это глубоководный малоизученный вид, который в западной части Тихого океана у берегов Вьетнама и острова Хайнань (КНР) и, возможно, Филиппин на внешнем континентальном шельфе, на глубине от 219 до 450 м.

## Описание
Максимальный размер составляет 42 см. Размер новорожденных около 12 см. Половая зрелость наступает при длине 36 см. Окрас полосатый.

## Биология и экология
Подобно прочим головастым акулам полосатые головастые акулы способны накачиваться водой и раздуваться в случае опасности; таким способом они расклиниваются в щелях и не дают себя схватить и даже отпугивают хищника. Этот вид размножается, откладывая яйца.